# RBCプライム2000
『RBCプライム2000』は、1995年10月10日から1997年1月28日まで琉球放送（RBC）テレビで火曜 20:00 - 20:54に放送された報道番組。

## 概要
『RBCメディア最前線』を前身とする番組で、放送枠を金曜夕方から火曜夜のゴールデンタイムへと移し替える形でスタートした。沖縄県内のローカルニュースを深く取り上げるスタイルは前身番組と変わらなかったが、ゴールデンタイムでの放送になったため、メインキャスターを交代させるなどのリニューアルを図った。当時は9月に発生したアメリカ海兵隊による婦女暴行事件を受けて在日米軍基地問題がクローズアップされるようになったばかりで、基地関連の話題が多かった。
メインキャスターは『RBCエリアレポート』でキャスターを務めていた照屋京子が、サブキャスターは当時RBCの報道記者だった比嘉雅人が務めた。また、沖縄タイムスの論説委員などがコメンテーターとして出演していたほか、アナウンサーの比嘉京子も報道記者として出演していた（東京からの中継を行う際には、TBSのニューススタジオから登場していた）。
提供スポンサーは主に沖縄の地元企業で、それらに加えてNECなどの大手企業や華原朋美ら小室哲哉プロデュースアーチストの所属レコード会社であるORUMOK RECORDSも入っていた。しかし、スポンサーの数は次第に少なくなっていった。
タイトルの「2000」は、放送開始時刻が20時（夜8時）であることと、2000年まで放送することの両方の意味を込めて付けられたもので、21世紀到達までの残暦が表示されていた。しかし、実際には1997年1月末に終了した。
この番組の終了をもって、レギュラーの報道番組は終了した。番組の終了後、RBCは同枠でローカル番組を放送せず、TBSで同時間帯に放送されていた『そこが知りたい』をネットするようになったが、その後も時々単発でローカル番組に差し替えていた（スポンサーは本番組のスポンサーの一部を引き継いでいた）。